# El-Manial
El-Manial (även Al-Manial arabiska: المنيل) är en stadsdel på Rhoda-ön i Nilen och utgör en del av distriktet (kism) Gamla Kairo, Egypten, enbart några kilometer söder om stadens centrum. Området består i stort sett enbart av två landmärken, El-Minials palats och dess museum.

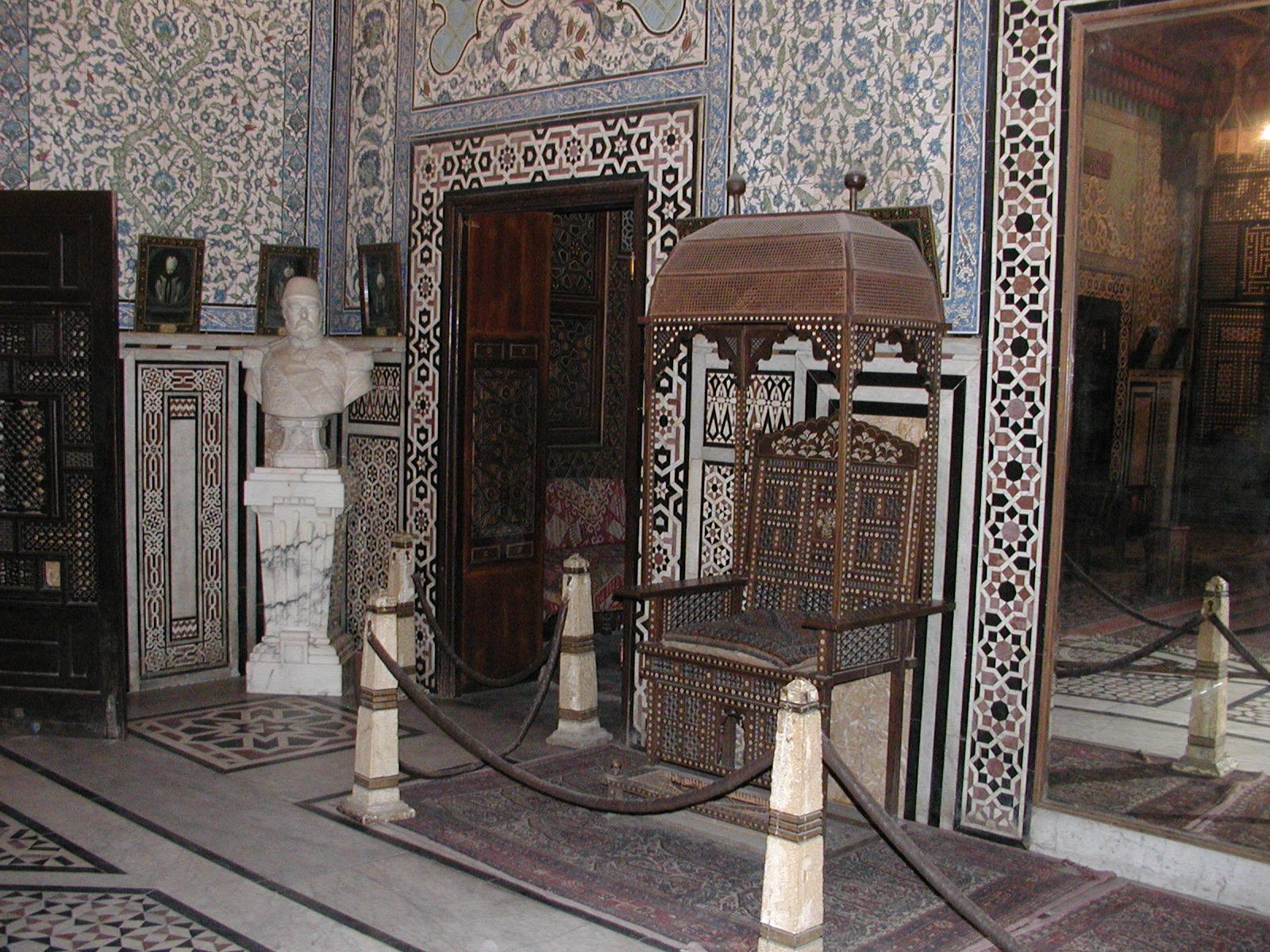
Al-Manyal-palatset museum, tron rummet.

## Prins Mohamed Alis palats
El-Manyals palats och egendom byggdes för Prins Mohammed Ali Tewfik mellan 1899 och 1929 som var prins Muhammad Ali kung Farouks kusin och Abbas II av Egypten yngre bror. Palatset gavs som gåva till den egyptiska staten 1955. 

### El-Manyal Palats museum
Egendomen består av sex byggnader. En av dessa byggnader är ett museum där kung Farouks jakttroféer finns till beskådande tillsammans med prinsens bostad, möblemang samt familjeregaler. Palatset innefattar dessutom samlingar av manuskript, mattor, textilier, mässingsarbeten och kristall. Bland dessa finns ett bord gjort av elefantöron samt en silverservis bestående av 1 000 delar.
På en del av det ursprungliga området har man byggt ett fem-stjärnigt hotell.